# Nia Künzer
Nia Tsholofelo Künzer (Mochudi, Botsuana, 18 de enero de 1980) es una exfutbolista alemana, nacida en Botsuana, que marcó el gol de oro con el cual la selección femenina de Alemania se consagró campeona del mundo en 2003. Jugaba de defensora.